# Roventino
Il roventino o migliaccio è una frittella di sangue di maiale fatta senza uova ma solo con un po' di farina, con l'aggiunta di spezie, da mangiarsi caldo.

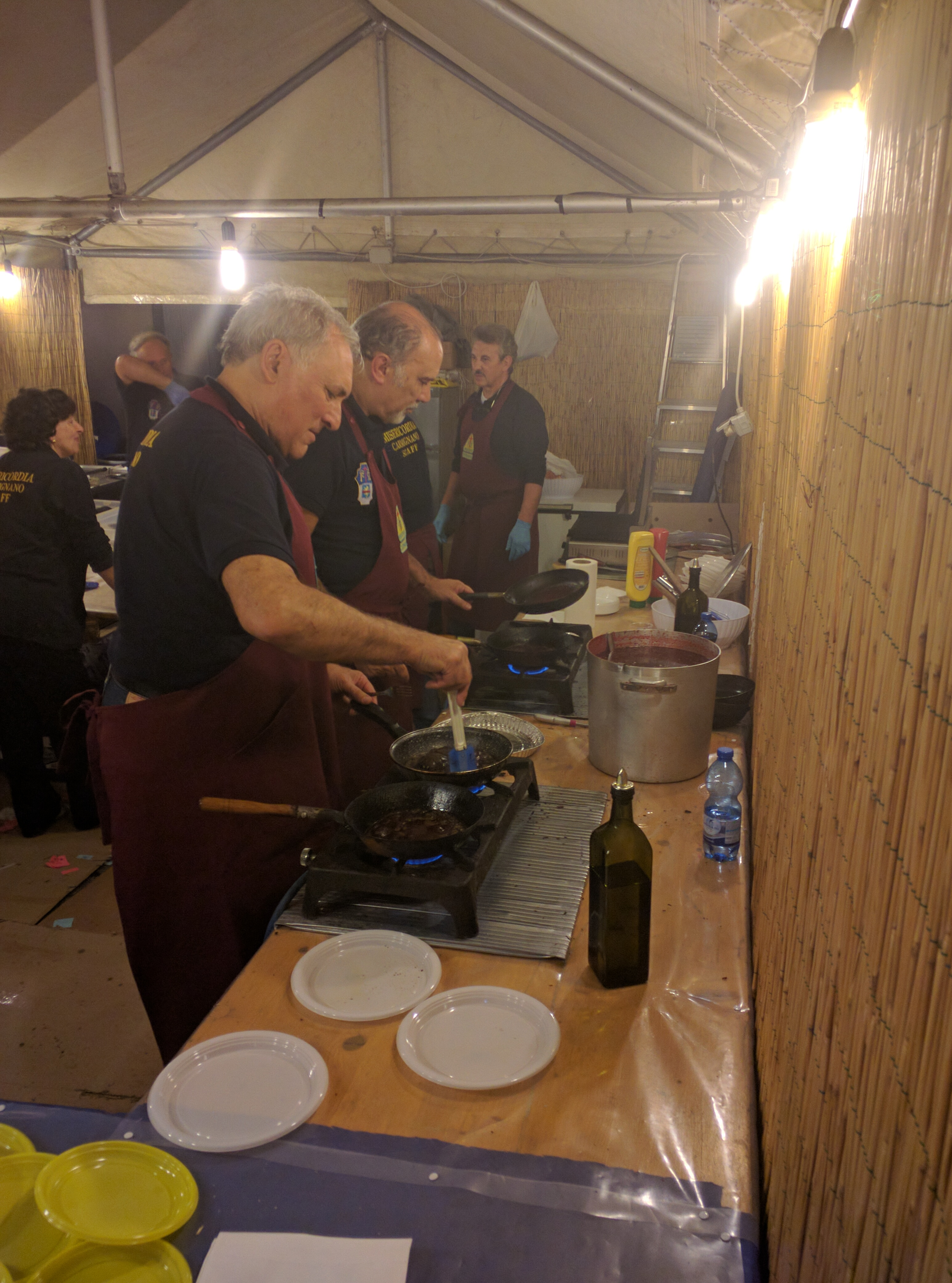
Cucina di roventini o migliacci a Carmignano

Il nome roventino deriva da rovente, perché si mangiano ben calde.

## Descrizione
Piatto della cucina toscana, tipico della zona di Firenze, viene condito a piacere con formaggio grattugiato (in genere Parmigiano Reggiano ma anche pecorino toscano) o con zucchero.
La sua massima diffusione è nella zona di Sesto Fiorentino e Campi Bisenzio. D'altronde le leggi e le disposizioni in materia sanitaria e alimentare hanno limitato la sua diffusione in ambito commerciale.